# José Luis Pineda
José Luis Pineda Aragón (San Pedro Sula, Honduras, 19 de marzo de 1975) es un exfutbolista hondureño.

## Biografía
José Luis 'El Flaco' Pineda ha sido considerado por muchos expertos y aficionados, como uno de los mejores volantes de contención que ha dado el fútbol de Honduras. El serbio Bora Milutinovíc catalogó a Pineda como el mejor en su tiempo.
Pineda participó con el Club Deportivo Olimpia en 20 torneos habiendo logrado el título de Liga Nacional de Fútbol de Honduras con este equipo 9 veces y el subcampeonato en 8 oportunidades . 
A nivel internacional de clubes, 'El Flaco' tuvo una extensa participación con el Olimpia, habiendo logrado en título de la Copa UNCAF, así también como el subcampeonato de la Concacaf, donde el Club Deportivo Olimpia clasificó al mundial de clubes.
Luego de terminada su participación el Club Deportivo Olimpia de Tegucigalpa, Pineda fue fichado por el Club Deportivo Victoria de La Ceiba donde vio muy poca acción.
En el año 2007, 'El Flaco' Pineda firmó con el Club Deportivo Platense de Puerto Cortés.

### Selección nacional
José Luis Pineda ha sido internacional con la Selección de fútbol de Honduras en 51 partidos internacionales y ha convertido 4 goles. Disputó las eliminatorias rumbo a Corea Japón 2002 en el cuadro dirigido por Ramón Maradiaga y participó en muchos otros eventos internacionales con el representativo de Honduras.

### Vida privada
José Luis Pineda nació el 19 de marzo de 1975 en San Pedro Sula. Está casado y tiene una hija llamada Dominique y un hijo llamado André Luiz.

## Clubes
| Club                    | País     | Año        |
| ----------------------- | -------- | ---------- |
| Club Deportivo Olimpia  | Honduras | 1994-2003  |
| River Plate             | Uruguay  | 2003-2004  |
| CD Olimpia              | Honduras | 2004-2006  |
| Club Deportivo Platense | Honduras | 2006-2007  |
| Atlético Olanchano      | Honduras | 2007-2008  |
| CD Victoria             | Honduras | 2008- 2010 |

## Palmarés

### Campeonatos nacionales
| Título                              | Club                   | País     | Año |
| ----------------------------------- | ---------------------- | -------- | --- |
| Liga Nacional de Fútbol de Honduras | Club Deportivo Olimpia | Honduras | ?   |

### Copas internacionales
| Título              | Equipo (*)             | País     | Año  |
| ------------------- | ---------------------- | -------- | ---- |
| Copa UNCAF          | Club Deportivo Olimpia | Honduras | ?    |
| Subcampeón Concacaf | Club Deportivo Olimpia | Honduras | 2000 |

(*) Incluyendo la selección